# Locmalo
Locmalo (bretonisch: Lokmac’hloù) ist eine französische Gemeinde mit 894 Einwohnern (Stand 1. Januar 2022) im Département Morbihan in der Region Bretagne. Sie gehört zum Gemeindeverband Roi Morvan Communauté.

## Geographie
Locmalo liegt im Nordwesten des Départements Morbihan und gehört zum Pays du Roi Morvan.
Nachbargemeinden sind Langoëlan im Norden, Séglien im Norden und Nordosten, Guern im Osten, Bubry im Südosten, Persquen im Süden sowie Lignol, Guémené-sur-Scorff und Ploërdut im Westen.
Der Ort selber liegt weit abseits von wichtigen Durchgangsstraßen an der D782 von Rosporden nach Pontivy. Die wichtigste regionale Straßenverbindung D768, die die RN124 mit der RN125 verbindet, führt mehr als 20 Kilometer weit entfernt im Osten vorbei.
Die bedeutendsten Gewässer sind die Flüsse Scorff und Sarre sowie die Bäche Le Chapelain, Goah Mout, Colin und Lanhouellic. Teilweise bilden diese auch gleichzeitig die Gemeindegrenze. Auf Gemeindegebiet gibt es zudem noch mehrere Teiche. Im Nordosten des Gemeindegebiets sind große Teile von Wald bedeckt. Größtes zusammenhängendes Waldstück ist der Bois de Ménoray.

## Bevölkerungsentwicklung
| Jahr      | 1962 | 1968 | 1975 | 1982 | 1990 | 1999 | 2006 | 2019 |
| Einwohner | 871  | 800  | 812  | 934  | 936  | 886  | 834  | 903  |

## Geschichte
Die Gemeinde gehört historisch zur bretonischen Region Bro Gwened (frz. Vannetais) und innerhalb dieser Region zum Gebiet Bro Bourlet (frz. Pays Pourlet) und teilt dessen Geschichte. Locmalo gehört seit 1793 zum Kanton Guémené-sur-Scorff.

## Sehenswürdigkeiten
- Kirche Saint-Malo aus dem 12. Jahrhundert; stark erweitert im 17. und 18. Jahrhundert
- Kapelle  Notre-Dame-de-Grâce in Kerlénat (auch Kernelat) aus der Zeit um 1500
- Kapelle Saint-Diboen aus dem 16. Jahrhundert
- Kapelle Vraie-Croix in Locmalo Richtung Guémené aus dem Jahr 1774
- Kapelle Saint-Eugène in Kergann Meur aus dem Jahr 1864
- Kapelle Saint-Symphorien in Longueville aus dem Jahr 1876
- Schloss Ménoray aus dem Jahr 1620
- Schloss Quenven aus dem 18. Jahrhundert
- Brunnen in Longueville und Saint-Eugène

Quelle: